# 蒙塞拉托圣母堂
蒙塞拉托圣母堂（義大利語：Santa Maria in Monserrato degli Spagnoli）是一座罗马天主教教堂，西班牙在罗马的国家教堂。现任司铎枢机是Carlos Amigo Vallejo.
目前的教堂建于1803-1807年，系合并了两座不同的教堂：纳沃纳广场上摇摇欲坠的15世纪的西班牙圣雅各伯堂，以及蒙塞拉托圣母堂，后者是自中世纪主要安置来罗马的贫困的西班牙朝圣者。西班牙圣雅各伯堂的许多艺术品都移到了蒙塞拉托圣母堂。
亞歷山大六世和卡利克斯特三世两位阿拉貢籍的教皇，以及西班牙国王阿方索十三世，均葬在堂内。